# 理塘県
理塘県（りとう-けん、リタン、li thang）は中国四川省カンゼ・チベット族自治州西南部に位置する県。
チベットの仏教史上重要な人物がリタンの地で生まれている。ダライ・ラマ7世（ケルサン・ギャツォ）、ダライ・ラマ10世（ツルチム・ギャツォ）、モンゴルの活仏ジェプツンダンバ・ホトクト、ラプラン寺のジャムヤン・シェパ5世などが主な人物である。チャムチェン・チョェコルリン寺など重要な寺院もある。

## 地理
リタンの町は海抜4,014mという高原地帯にあり、チベットの主都ラサより400m高所にあり世界でも最も高い場所にある街の一つである  。町の周りは開けた草原地帯で、その周囲は雪をかぶった高山に囲まれている。

## 歴史
元の至元九年（1272年）に李唐州を置き、後に奔不児亦思剛招討使司（万戸府）を置く。至元二十五年（1288年）に食糧総管府が設置された。明により里塘宣撫司を置き、後に兀東思麻千戸所となった。明末清初は固始汗属地であった。清の康熙四十八年（1709年）に正副営官が設置され、青海岱慶和碩斉部に属した。康熙五十八年（1719年）、里塘の各土司はすべて戸籍を呈して食糧を納め、四川省に付属した。雍正七年（1729年）に里塘正副宣撫司を置き、打箭炉庁所属、乾隆五十七年（1792年）に食糧事務委員を設置した。光緒二年（1876年）に改土帰流、里化県を置き、光緒三十二年（1906年）に順化県を置き、光緒三十四年（1908年）に里化庁を改め、稲堤（稲城）・定郷（郷城）・順化（理塘）などの県を管轄した。宣統3年（1911年）に里化府に昇格した。民国二年（1913年）、里化府は廃止され、理化県を置き、川辺特別行政区に属し、民国十四年（1925年）、西康省西康道に改属し、廃道後は西康省政府に直属した。1951年12月14日に理塘県に改称。

## 行政区画
| 区分 | 数 | 名称                                                                         |
| ---- | -- | ---------------------------------------------------------------------------- |
| 鎮   | 7  | 高城 甲窪 格聶 木拉 君壩 拉波 覚吾                                           |
| 郷   | 15 | 哈依 莫壩 亜火 絨壩 呷窪 奔戈 村戈 禾尼 曲登 上木拉 濯桑 蔵壩 格木 麦窪 徳巫 |

## 交通

### 道路
国道
- G318国道

## 健康・医療・衛生
- 理塘県人民医院

## ギャラリー

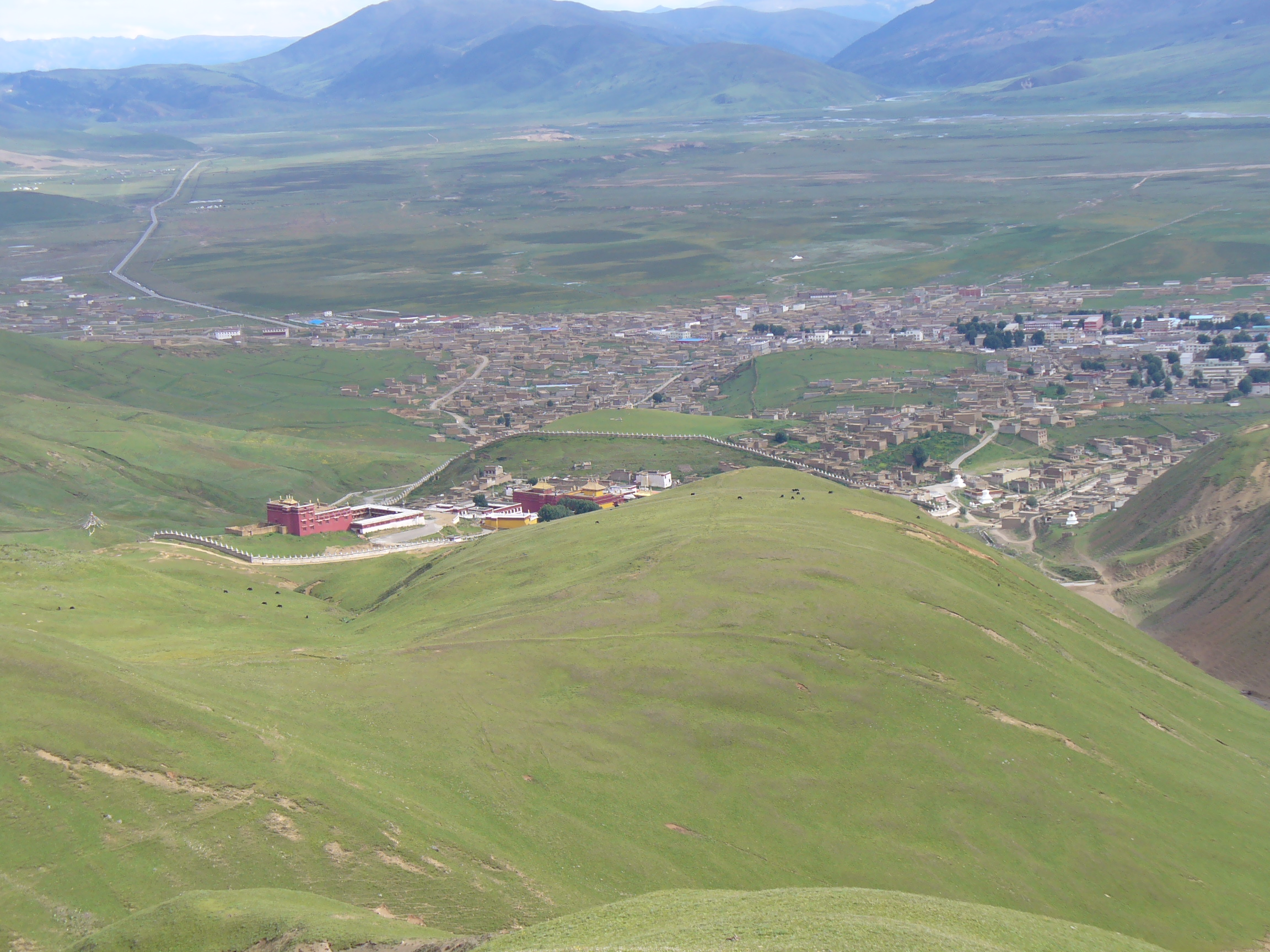
リタンの町の風景
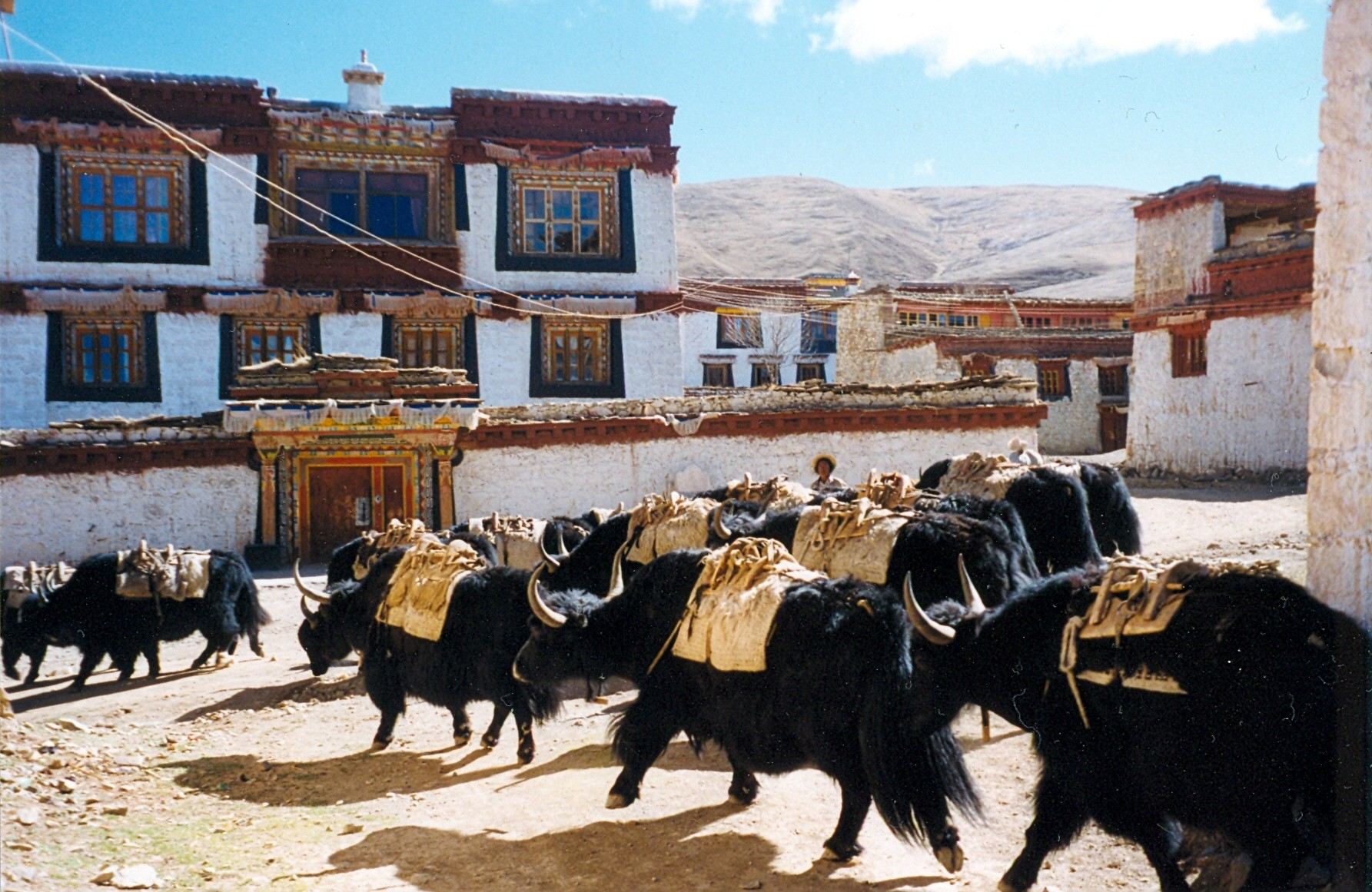
チャムチェン・チョェコルリン寺のヤク
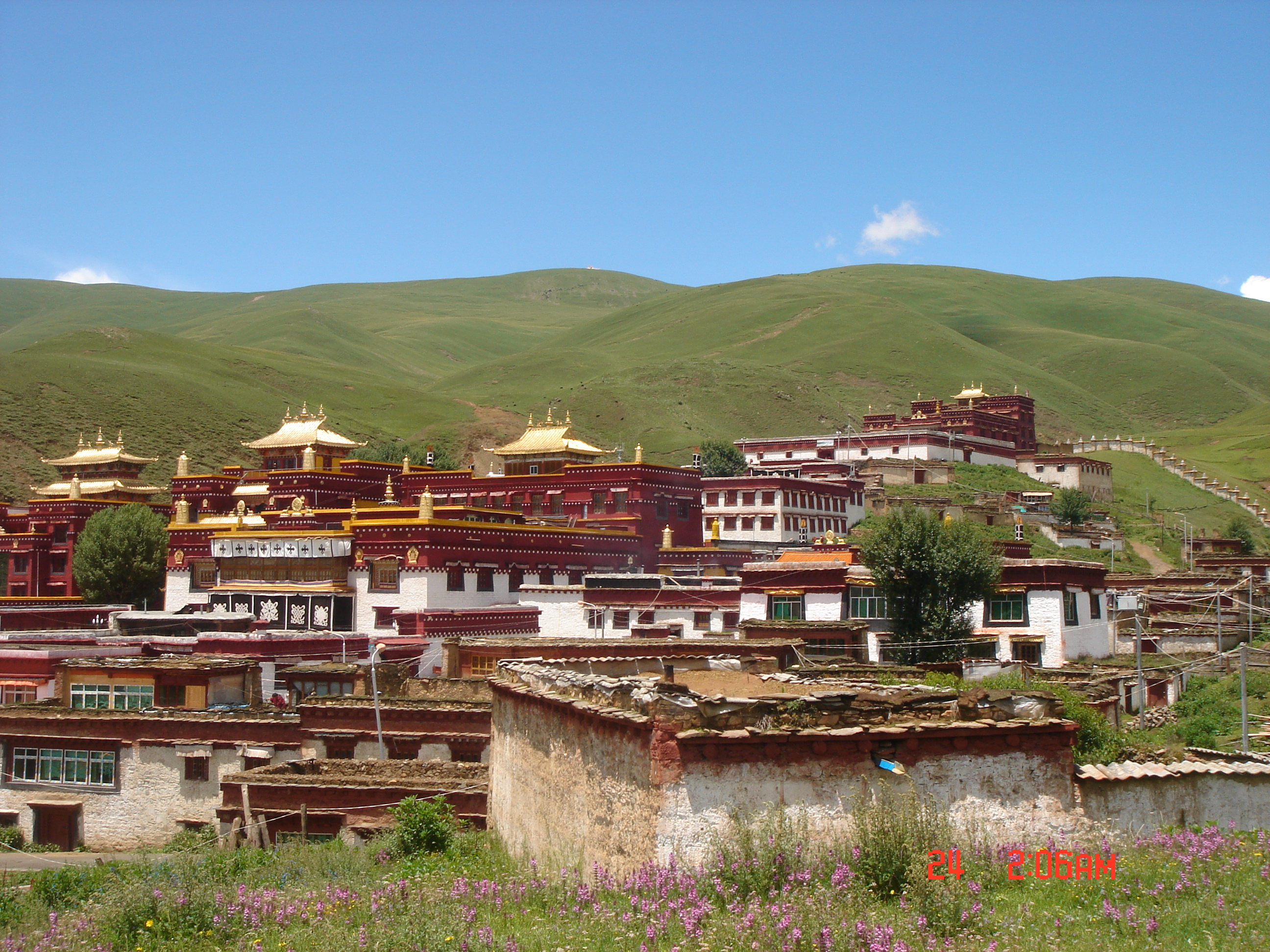
チャムチェン・チョェコルリン寺
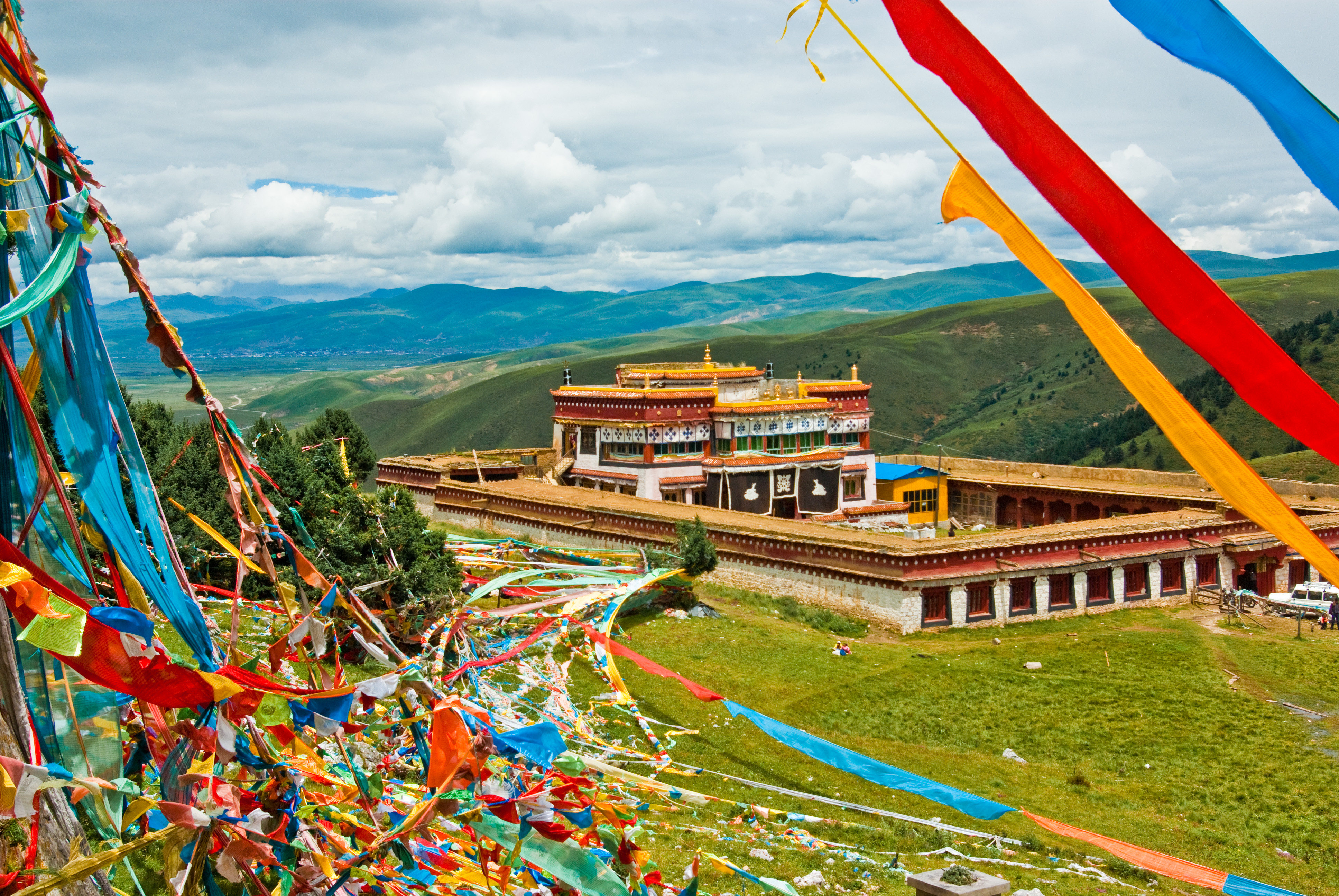
リタンの僧院（ダルギェ・ニェンリー寺）